# Cantone di Illzach
Il Cantone di Illzach era una divisione amministrativa dell'arrondissement di Mulhouse.
A seguito della riforma approvata con decreto del 21 febbraio 2014, che ha avuto attuazione dopo le elezioni dipartimentali del 2015, è stato soppresso.

## Composizione
Comprendeva i comuni di
- Baldersheim
- Bantzenheim
- Battenheim
- Chalampé
- Hombourg
- Illzach
- Niffer
- Ottmarsheim
- Petit-Landau
- Ruelisheim
- Sausheim